# Вигнані дияволом
Вигнані дияволом (англ. The Devil's Rejects) — американський фільм жахів 2005 року у жанрі слешер режисера Роба Зомбі. Сиквел фільму 2003 року «Будинок 1000 трупів».

## Сюжет
Дія фільму відбувається через кілька місяців після подій стрічки «Будинок 1000 трупів». Техаський шериф Джон Квінсі Вайдел, брат якого загинув від рук клану Файрфлай, встав на стежку війни і його мета не посадити маніяків, а знищити. Однак в результаті поліцейського штурму будинку Файрфлай, двом членам родини, Отісу і Крихітці, вдається втекти. Матусю вдається заарештувати. На волі залишається і патріарх сімейки — власник місцевого музею монстрів і психопатів, клоун-вбивця на прізвисько Капітан Сполдінг.
В одному з придорожніх мотелів Отіс і Крихітка беруть в заручники групу мандрівних музикантів Роя Саллівана. Через деякий час у маніяків з'являється бажання знущатися над своїми жертвами. Потім вони приступають до витончених тортур, а згодом вбивають музикантів. Тут до них приєднується Сполдінг. Потім вони зникають. Прибулий на місце вбивств Вайдел вирішує залучити до пошуку втікачів двох кілерів — Рондо і Біллі Снаппер. Сам же шериф заходить у в'язницю і засаджує в живіт Матусі свій тесак.
Сполдінг зі своїми супутниками ховаються в прикордонному борделі, що належить його другові Чарлі. Тут їх наздоганяє Вайдел зі своїми громилами. Сімейство Файрфлай виявляється в руках шерифа, який відвозить їх в їхній будинок. Тут він власноруч катує Отіса і Крихітку, а потім б'є електрошокером Сполдинга. Тут шериф випускає Крихітку з метою влаштувати на неї полювання і підпалює будинок, де знаходяться Сполдінг і Отіс. Несподівано з'являється Чарлі, який намагається допомогти дівчині, але шериф вбиває його сокирою. Тепер Вайдел приступає до катувань Крихітки. Тут з'являється ще один член родини Файрфлай — потворний гігант Малюк. Він ламає шию шерифу і рятує Крихітку, Отіса і Сполдинга.
Сполдінг, Отіс і Крихітка їдуть по дорозі, поки шлях їм не перегороджує поліцейська засідка. Діставши зброю, Файрфлаї вирішують померти борючись. У фінальній сцені вони гинуть від куль.

## У ролях
| Актор                 | Роль                     |
| --------------------- | ------------------------ |
| Сід Гейґ              | Капітан Сполдінг         |
| Білл Мослі            | Отіс Дріфтвуд            |
| Шері Мун Зомбі        | Крихітка                 |
| Вільям Форсайт        | шериф Джон Квінсі Вайдел |
| Кен Форі              | Чарлі Алтамонт           |
| Метью МакГрорі        | Малюк                    |
| Леслі Істербрук       | Матуся Файрфлай          |
| Джефрі Льюїс          | Рой Салліван             |
| Прісцилла Бернс       | Глорія Салліван          |
| Дейв Шерідан          | Рей Добсон               |
| Кейт Норбі            | Венді Банджо             |
| Лью Темпл             | Адам Банджо              |
| Денні Трехо           | Рондо                    |
| Даллас Пейдж          | Біллі Рей Снаппер        |
| Браян Посен           | Джиммі                   |
| Елізабет Дейлі        | Кенді                    |
| Том Тоулс             | Джордж Вайдел            |
| Майкл Берріман        | Клевон                   |
| Келвін Браун          | Бабба                    |
| Пі Джей Соулз         | Сьюзен                   |
| Дебора Ван Валкенберг | Кейсі                    |
| Джинджер Лінн         | Фанні                    |
| Джоссара Джінаро      | Марія Гомес              |
| Кріс Елліс            | Коггз                    |
| Мері Воронов          | Еббі                     |
| Деніел Робук          | Морріс Грін              |